# Liste der Naturdenkmale in Kerpen (Eifel)
Die Liste der Naturdenkmale in Kerpen (Eifel) nennt die im Gemeindegebiet von Kerpen (Eifel) ausgewiesenen Naturdenkmale (Stand 4. Juni 2024).

## Naturdenkmale
| Nr.         | Bezeichnung                                    | Lage                                                               | Beschreibung                                                                                         | Bild                                    |
| ----------- | ---------------------------------------------- | ------------------------------------------------------------------ | --- | --------------------------------------- |
| ND-7233-195 | Zwei alte Linden mit Kapellchen und Steinkreuz | Kerpen, östlich des Ortes; Flur Auf der Burg Lage                  | Tilia cordata, zwei Bäume, um 1850 gepflanzt, 20 m hoch                                              | Direkt Bild zu diesem Denkmal hochladen |
| ND-7233-196 | Alter Spitzahorn an der Niedereher Straße      | Kerpen, östlich des Ortes an der K 59; Flur In der Herrenwies Lage | Acer platanoides, um 1850 gepflanzt, 22 m hoch bei 2,5 m Brusthöhenumfang und 18 m Kronendurchmesser | Direkt Bild zu diesem Denkmal hochladen |